# علی‌آباد وریگان
علی‌آباد وریگان روستایی در دهستان سرکور بخش مرکزی شهرستان سرباز استان سیستان و بلوچستان ایران است.

## جمعیت
بر پایه سرشماری عمومی نفوس و مسکن در سال ۱۳۹۵ جمعیت این روستا ۸۴ نفر (۲۱خانوار) بوده‌است.